# 科卡圖格羅夫 (加利福尼亞州)
科卡圖格羅夫（英語：Cockatoo Grove）是一個美國的加利福尼亞州的聖地牙哥縣的非建制地區。該地的面積和人口皆未知。

## 地理
科卡圖格羅夫的座標為32°38′35″N 116°59′02″W / 32.64306°N 116.98389°W，而該地的平均海拔高度為147米（即482英尺）。